# Vltava (hudební skupina)
Vltava je česká hudební skupina, která vznikla v roce 1986 a od té doby je stálicí české klubové a festivalové scény. Její skladby oslovují posluchače všech generací. V jejím čele stojí herec, zpěvák, kytarista, autor textů a hudby Robert Nebřenský. 
Album Marx Engels Beatles získalo nominaci na tehdejší hudební cenu Česká Grammy, či se umístilo na 2. místě v anketě časopisu Rock&Pop kategorie Nejlepší deska desetiletí. Píseň Marx Engels Beatles je nerozlučně spjata s filmem Pupendo režiséra Jana Hřebejka, tvorba Vltavy zazněla v dalším Hřebejkově snímku Nestyda. 

## Historie
Na jaře roku 1986 začala nová skupina zkoušet svůj původní repertoár. Autorem skladeb byl Robert Nebřenský, ale tvář kapely určovala celá sestava výrazných hudebních osobností s odlišnými hudebními kořeny. Již první koncertní program v srpnu 1986 nesl název Magic Show. Koncert byl vždy uváděný na způsob pouťových vyvolávačů frontmanem Nebřenským: „Dámy a pánové, Vltava Beat, Československo!"
Vojtěch Lindaur v knize Encyklopedie jazzu a moderní populární hudby tehdy o skupině napsal:
„Vltava vychází z u nás neexistující tradice rockového kabaretu. Všichni hráči jsou zruční instrumentalisté, ve svých textech programově povyšují frázi na umělecký výraz. V pódiové prezentaci je často do instrumentálně obtížných skladeb organicky včleněn ironický a sebeironický verbální humor. Písničky Vltavy byly skutečně neobvykle strukturované, jednalo se vlastně o jakési "mnohobarevné plastelínové kuličky" vcelku odlišných hudebních nápadů (a někdy i stylů) slepené dohromady. Do toho všeho přesně zapadal Nebřenského chlapecký hlasový projev, o kterém kdosi prohlásil, že kdyby měli hoši z Rychlých Šípů vokální skupinu, zněli by "rozhodně" jako on. Robert navíc ve svých textech používal neobvyklá slovní spojení a hodně využíval zdrobněliny, což právě ve společném celku s hudbou vytvářelo onen nezaměnitelný "vltavský" sound."
Leoš Kofroň v časopise Rock & Pop v roce 2001:
„Při vystoupení byly využívány i určité divadelní prvky; zpěvák například ukazoval cedule s obrázky a vytahoval karty, ostatní muzikanti se stylizovali do rolí členů jakéhosi kočovného magického orchestru."
V roce 1987 hudebníci pořídili první studiovou nahrávku (písničky pak vyšly v rámci edice Rock debut jako EP u firmy Panton, ovšem až v roce 1990). Zakládající sestavou skupiny byli Robert Nebřenský (kytara, zpěv), František Svačina (klávesové nástroje, akordeon), Petr Venkrbec (altsaxofon, klarinet), Jan Maxa (basová kytara, zpěv) a Antonín Korb (bicí). 
V dalších letech kapelu provázely četné personální obměny. Ve skupině se potkali nebo vystřídali: Dalibor Vinklát (housle, kontrabas), Jaroslav Kosina (altsaxofon, klarinet), Tomáš Janíček (kytara), Zdeněk Petřek (tenorsaxofon), David Skála (bicí (zároveň Psí vojáci), Petr Špička (bicí), Zdeněk Chládek (basová kytara), Zlata Arvayová (zpěv).
V roce 1988 přišla nabídka od Davida Vávry podílet se na novém představení s členy Divadla Sklep Míč. Písně do představení složil Robert Nebřenský. O texty písní se rozdělili s Tomášem Hanákem. A tak si Vltava zahrála coby BSP (bavíme se po práci) jako divadelní doprovodný soubor. Do jejího středu se navíc vrátil z emigrace bubeník Antonín Korb. 
První dlouhohrající desku nazvanou Mládí i tak velkou lásku bere s humorem vydala kapela až o 8 let později u vydavatelství Monitor-EMI roku 1994. Grafické podoby a vizuální identity Vltavy se chopil jeden z dnešních předních grafiků Aleš Najbrt. Spolu s Robertem Nebřenským vymysleli motiv, který s kapelou zůstal po celou dobu její existence. Úsměv ve všech možných podobách.
Ve druhé polovině devadesátých let přicházejí alba Šťastnej jako trám (vydavatelství Monitor-EMI, 1996) a zásadní Marx Engels Beatles (Bonton, 1998), natočená v sestavě Robert Nebřenský (kytara, zpěv), František Svačina (klávesové nástroje, akordeon), Petr Venkrbec (altsaxofon, klarinet), Tomáš Průša (tenorsaxofon, flétna), Martin Štec (basová kytara), Martin Vajgl (bicí).
Originální zvuk kapely se neustále vybrušoval, až se na konci desetiletí přetavil v naprosto precizní crossover - směs vcelku tvrdého kytarového bigbítu, jazzu, swingu a funku, profesionálně zahraného, ovšem stále s odzbrojujícím chlapeckým vokálem frontmana Roberta Nebřenského. 
V roce 1998 Vltava získala řadu ocenění za album Marx Engels Beatles - dočkala se nominace na Anděla a pak druhého místa v anketě Rock & Popu o nejlepší desku 90. let. 
Do nového milénia vstupuje skupina albem Když bozi zestárnou (vydavatelství Epic, 2000) ve složení Robert Nebřenský (kytara, zpěv), František Svačina (klávesové nástroje, akordeon), Tomáš Průša (tenorsaxofon, flétna), Martin Štec (basová kytara), Martin Vajgl (bicí).
Následuje kompilační Best of (vydavatelství Epic, 2001). V roce 2003 Vltava ukončila činnost. 
V kapelní pauze natáčí režisér Jan Hřebejk film Pupendo (2003). V jeho soundtracku vévodí píseň Marx Engels Beatles, jež tvorbu Vltavy dostává do širokého povědomí. Hřebejk si z jejich díla vybral další kus, který použil ve filmu Nestyda - skladbu Miláčku, ztrať se z alba Šťastnej jako trám. 
V roce 2010 skupina činnost obnovila. V nové sestavě Robert Nebřenský (kytara, zpěv), Martin Vajgl (bicí), František Svačina (klávesové nástroje), Tomáš Uhlík (basa), Peter Binder (kytara) vydávají v roce 2011 – Komedianti se vracejí domů. Navazují spolupráci s českým vydavatelstvím 100PROmotion.
2016 ohlašuje skupina pozměněné složení: Robert Nebřenský (kytara, zpěv), František Svačina (klávesové nástroje), Tomáš Uhlík (basová kytara), Ondřej Pomajsl (bicí) a Ondřej Klímek (saxofon, flétna, klarinet) a přichází s albem Čaroděj (vydavatelství 100PROmotion, 2016). 
2019 vydává Vltava kompilační box 7 CD studiových alb s názvem Náklad štěstí:
Po dalších šesti letech vydává Vltava sedmé řadové studiové album Spass muss immer sein, ve složení, osvědčeném již předchozím albem. Autorem hudby i textů je Nebřenský, výjimkou je píseň Pouto, s úpravou básně maďarského klasika Jánose Pilinszkého. Aranžmá skladeb tvořila celá kapela postupně od ledna roku 2018.

## Diskografie

### Alba
- Mládí i tak velkou lásku bere s humorem (1994, Monitor - EMI)
- Šťastnej jako trám (1996, Monitor - EMI)
- Marx Engels Beatles (1998, SONY Music Bonton)
- Když bozi zestárnou (2000, SONY Music Bonton)
- Komedianti se vracejí domů (2011, 100PROmotion)
- Čaroděj (2016, 100PROmotion)
- Spass muss immer sein (2022, 100PROmotion)

### EP
- Rock-debut (1991, Panton)

### Kompilace
- Best of Vltava 2001 (2002, SONY Music Bonton)
- Náklad štěstí (2019, Warner Music) - komplet 7 CD

## Publikace
- 1994 knižní vydání písňových textů - vydavatelství Maťa - Vltava
- 2016 knižní vydání písňových textů - vydavatelství Smršť - Já čekám v Čechách
- 2016 zpěvník autorských písní - vydavatelství Smršť - Hurá písničky!
- 2022 zpěvník autorských písní - vlastní náklad - Prodává se kytara!